# Hubert Ludwieg
Hubert Ludwieg (* 9. Oktober 1912 in Parensen, Niedersachsen; † 12. Februar 2001 in Göttingen) war ein deutscher Physiker und Strömungsforscher. Nach ihm ist das Ludwieg-Rohr zur experimentellen Untersuchung von Überschall- und Hyperschallströmungen benannt.

## Leben
Hubert Ludwieg wurde als Sohn des Landwirts Willi Ludwieg und seiner Ehefrau Anna (geb. Düker) in Parensen, Kreis Nörten-Hardenberg, damals Kreis Göttingen, geboren.
1932 legte er die Reifeprüfung an der Oberrealschule in Göttingen (heuteFelix-Klein-Gymnasium) ab und studierte anschließend Physik, Mathematik und Chemie an der Universität Göttingen.

Er besuchte dort Vorlesungen von unter anderem Ludwig Prandtl, Albert Betz, Maximilian Schuler, Max Reich, Robert Wichard Pohl, Theodor Kaluza, Hermann Weyl, Helmut Hasse, Adolf Windaus, Siegfried Flügge, Hermann Sautter, Arnold Schmidt, Wilhelm Cauer, Gustav Kurt Mesmer und Franz Rellich.
Seine Studien der Mathematik schloss er 1938 ab.
1939 wurde er mit der Dissertation Über Potentialströmungen mit unstetigen Randbedingungen (Gutachter: Ludwig Prandtl) zum Doktor der Naturwissenschaften promoviert. 1940 wurde er dort zum Gruppenleiter für Hochgeschwindigkeitsaerodynamik ernannt.
Anschließend war er bis 1955 wissenschaftlicher Mitarbeiter am Institut für Hochgeschwindigkeitsfragen der Aerodynamischen Versuchsanstalt (AVA) in Göttingen. Während der Zeit des Zweiten Weltkrieges beschäftigte sich Ludwieg im Wesentlichen mit Aufgaben aus dem Bereich der Flugzeugaerodynamik; unter anderem mit Triebwerkseinläufen und Breitblattpropellern.
Nach Kriegsende war er im Kaiser-Wilhelm-Instifüt für Strömungsforschung – auf dem Gelände der ehemaligen AVA – tätig.

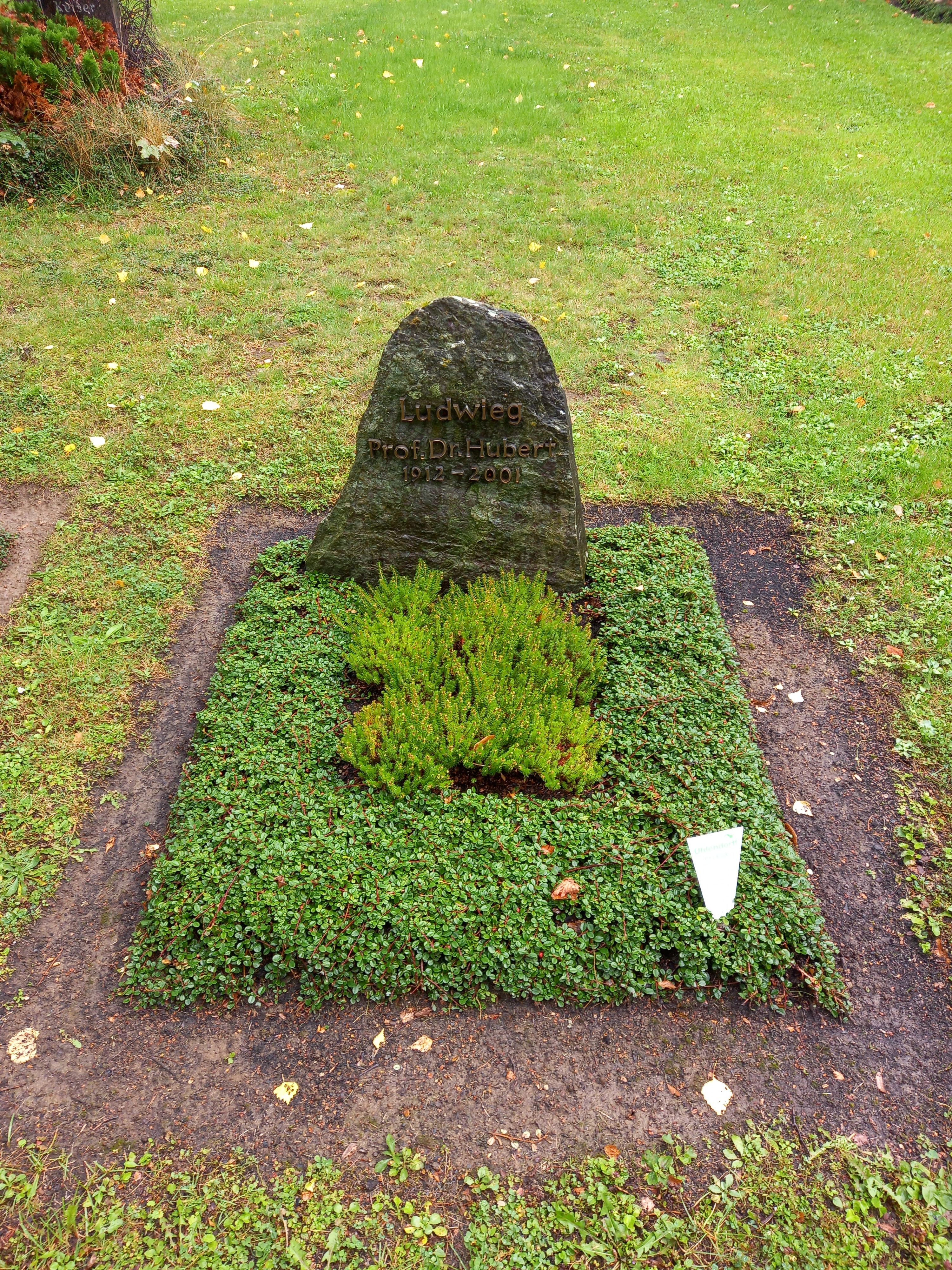
Das Grab von Hubert Ludwieg auf dem Friedhof Junkersberg in Göttingen

1956 habilitierte sich Ludwieg an der Georg-August-Universität Göttingen. Ab 1. Mai 1957 übernahm er in der zum Ende der 1950er-Jahre wiedereröffneten AVA die Leitung der Abteilung Gasdynamik.
Später  wurde er als Dozent an die Universität Göttingen berufen und anschließend 1962 dort zum außerordentlicher Professor ernannt. Er lehrte die Fächer Tragflügeltheorie, Grenzschichtströmungen und Strömungsmaschinen.
Nachdem sich die beiden Luftfahrtforschungsinstitutionen Deutsche Forschungsanstalt für Luftfahrt (DFL) und die Aerodynamische Versuchsanstalt (AVA) 1969 unter dem Namen Deutsche Forschungs- und Versuchsanstalt für Luft- und Raumfahrt (DFVLR) zusammenschlossen (heute Deutsches Zentrum für Luft- und Raumfahrt, DLR), wurde Ludwieg Direktor der Forschungsgruppe Gasdynamik. Im Rahmen der fachlichen Neuausrichtung der ehemaligen AVA war Ludwieg maßgeblich am Aufbau des großen Transsonischen Windkanals Göttingen (TWG) H mit 15 000 kVv Antriebsleistung maßgeblich beteiligt.
1972 wurde er Direktor des Instituts für Experimentelle Strömungsmechanik der damaligen DFVLR. Aus diesem ging 1993 das Institut für  Strömungsmechanik und 2000 das Institut für Aerodynamik und Strömungstechnik hervor. 1980 trat er in den Ruhestand ein.
1990 wurde Ludwieg der Ludwig-Prandtl-Ring verliehen, die Laudatio hielt Klaus Oswatitsch. Er gehörte dem Verein Deutscher Ingenieure (VDI) mit der Mitgliedsnummer 47733 an.
Hubert Ludwieg starb am 12. Februar 2001 im Alter von 88 Jahren in Göttingen und fand seine letzte Ruhestätte auf dem Friedhof Junkersberg.

## Werk
Die Luftfahrtforschung verdankt ihm die Formulierung weitreichender wissenschaftlicher aerodynamischer Erkenntnisse und Schaffung bedeutender strömungsphysikalischer Versuchseinrichtungen. Die Vielseitigkeit seines Wirkens spiegelt sich in 54 wissenschaftlichen Veröffentlichungen und über 30 Institutsberichten wider. Die exponiertesten Arbeiten seines umfangreichen fachlichen Lebenswerkes werden nachfolgend – und sich dabei auf das Wesentliche beschränkend – beschrieben.

### Pfeilflügel
Am Institut für Hochgeschwindigkeitsfragen der Aerodynamischen Versuchsanstalt (AVA) in Göttingen – unter der Leitung von Albert Betz – war es 1938 Ludwiegs erste Aufgabe, sich experimentell mit der zu dieser Zeit hochaktuellen Frage der Widerstandsreduzierung von gepfeilten Tragflügeln bei hohen Fluggeschwindigkeiten wissenschaftlich auseinanderzusetzen. Zuvor hatte der deutsche Aerodynamiker Adolf Busemann im Jahr 1935 auf dem 5. Volta-Kongress in Rom seinen innovativen Gedanken der Flügel-Pfeilung vorgetragen, der aber beim anwesenden Fachpublikum keine nennenswerte Beachtung fand. Aufbauend auf dieser theoretischen Idee Busemanns und auf Anregung von Albert Betz hin, verifizierte Ludwieg erstmals experimentell, dass sich bei der Verwendung von Pfeilflügeln bei Annäherung an die Schallgeschwindigkeit der Luftwiderstand erheblich vermindern lässt, da diese Flügelform zur Reduzierung des Widerstandes und der normal zur gepfeilten Flügelvorderkante wirkenden effektiven Machzahl führt, die geringer als die frontal gerichtete Flugmachzahl ist. Damit schuf er eine der wesentlichen Voraussetzungen für die Entwicklung der modernen Verkehrsluftfahrt.
Mittels Verwendung kleiner Modellflügel erbrachte Ludwieg im Hochgeschwindigkeits-Windkanal (Messquerschnitt 11 cm × 11 cm) des Instituts für Hochgeschwindigkeitsfragen bei unterschiedlichen Pfeilwinkeln, aber bei gleichbleibender Profilform, den Nachweis der Richtigkeit von Busemanns Theorie. 1941 schrieb Albert Betz dazu. ‚Man ersieht daraus, daß im Hauptflugbereich bei 0,9facher Schallgeschwindigkeit der Widerstand durch die Pfeilung auf etwa den 4. Teil herunterging. Durch diese Ergebnisse war der Industrie ein Weg gewiesen, die bisher unüberwindlich erscheinende Geschwindigkeitssteigerung in das Schallgeschwindigkeitsgebiet zu ermöglichen‘. Basierend auf den in Göttingen durchgeführten grundlegenden Messungen, wurden andernorts später, in größeren Hochgeschwindigkeits-Windkanalanlagen, weiterführende Untersuchungen realisiert, welche ebenfalls die Richtigkeit der Messungen von Ludwieg attestieren.

### Gerät zur Messung der Wandschubspannung turbulenter Reibungsschichten
In turbulenten Reibungsschichten einer Strömung existiert in unmittelbarer Wandnähe eine laminare Unterschicht, für welche an der Wandung die Beziehung Wandschubspannung = Zähigkeit × Geschwindigkeitsgradient gilt, was bedeutet, dass an der Wand lediglich der Geschwindigkeitsgradient zu messen wäre, um so schließlich die Wandschubspannung berechnen zu können. Versuchstechnisch ist dies aber aufgrund der geringen Dicke der laminaren Unterschicht nicht zu verwirklichen. An dieser Stelle brachte Ludwieg seine ganz persönliche innovative Idee zum Thema ein, nämlich den Geschwindigkeitsgradienten mittels einer Wärmeübergangsmessung zu erfassen. Nach einigen Vorversuchen entwickelte er dafür ein Messgerät, das an etwa 10 Orten entlang der Mittellinie plan in die Messwandung integriert werden konnte. Vom Grundprinzip her bestand das Gerät aus einzelnen elektrisch heizbaren Kupferelementen, die jeweils in einem Kerngehäuse derart befestigt waren, dass sowohl kaum eine Wärmeübertragung an die vorbeistreichende Luftströmung existierte als auch hinsichtlich der tragenden Kerngehäuse selbst, eine gute Wärmeisolierung gegeben war. In jedem der Elemente befand sich eine Heizkomponente mit ca. 0,1 Watt Leistung und unter dieser wärmeabgebenden Oberfläche ein Thermoelement, das mittels des thermoelektrischen Effektes zu einer Temperaturmessung genutzt werden kann. Die Länge eines solchen Kerngehäuses betrug in Strömungsrichtung 2 mm und die Breite quer zur Strömungsrichtung 9 mm. Zwar war die Länge des Kerngehäuses mit 2 mm nicht gering genug, um die sich ausbildende Wärmegrenzschicht in der laminaren Unterschicht zu halten, aber dennoch wurde der eindeutige Zusammenhang von Wärmeabgabe und Wandschubspannung dadurch nicht signifikant beeinträchtigt. Das Gerät wurde bei konstant gehaltener Heizleistung unter Verwendung einer Reibungsschicht konstanten Drucks geeicht und dabei die Schubspannungswerte nach dem Schultz-Grunow‘schen Plattenreibungsgesetz berechnet.
Mit dem geeichten Gerät wurden Reibungsschichten mit Druckgradienten erneut untersucht. Dabei zeigte sich, dass für allgemeine turbulente Reibungsschichten in Wandnähe, d. h., in der laminaren Unterschicht, im Übergangsbereich und im wandnahen Teil des voll turbulenten Bereiches das gleiche universelle Wandgesetz gilt wie bei der Plattenströmung. Der Reibungsbeiwert verhält sich analog wie bei laminaren Grenzschichten; für Reibungsschichten mit Druckanstieg ist er kleiner, für Reibungsschichten mit Druckabfall ist er größer als für die von Plattenströmungen bei gleichen, mit der Impulsverlustdicke gebildetenReynoldszahlen.
Die Arbeiten fanden in den Jahren 1947 und 1948 statt, in einer Zeit, in der es nicht möglich war, die für das Gerät benötigten Materialien zu kaufen. Ludwieg musste sich also mit dem zufriedengeben, was zu dieser Zeit im Institut noch an Stellen jeglicher Art zu finden und zu bekommen war. Eine weitere Optimierung des Gerätes fand erst in den Folgejahren statt, nachdem er und seine Mitarbeitenden diese Idee einer breiten Öffentlichkeit bekannt gemacht hatten. Eine erste weitreichende Optimierung wurde 1954 von Hans Liepmann, dem Vorgänger von Hans G. Hornung, der Nachfolger von Ludwieg als Institutsdirektor beim DLR in Göttingen war, öffentlich präsentiert.
In immer weiterentwickelten Bauweisen wird dieses Gerät – heute als Heißfilm- oder Hitzdrahtanemometer bezeichnet – und nach wie vor in der Strömungsmesstechnik weltweit genutzt.

### Rohrwindkanal
Im Jahr 1955 setzte er sich mit seiner Idee eines neuen außerordentlich wirtschaftlichen Antriebssystems für intermittierend arbeitende Hochgeschwindigkeitswindkanäle durch. Dieses von ihm selbst „Rohrwindkanal“ genannte Antriebsprinzip findet heute in aller Welt als „Ludwieg-Tube“ Anwendung für Strömungsuntersuchungen im Machzahlbereich zwischen 2 und 6,8 und Reynolds-Zahlen bis 3,5·106: Kryo-Rohrwindkanal Göttingen. In Göttingen existiert darüber hinaus auch eine cyrogenisierte Variante des Rohwindkanals KRG, deren Machzahlbereich zwar nur zwischen 0,3 und 0,95 liegt, dafür aber Reynolds-Zahlen von bis zu 15·106 erreicht. Der Hubert Ludwieg nachfolgende Institutsleiter Hans G. Hornung nahm später das Prinzip mit an das California Institute of Technology (CALTEC/CALCIT) und ließ dort eine eigene Anlage errichten, die Caltech Ludwieg Tube.
Etwa 1953 gelang es Ludwieg, den Erstentwurf für ein exzeptionell ökonomisch operierendes Antriebssystem für intermittierend arbeitende Hochgeschwindigkeitswindkanäle realisierbar auszuarbeiten. Mit diesem Konzept, das er selbst „Rohrwindkanal“ nannte, ist es heute möglich, kurzzeitig (≈ 100 bis 400 ms) konstante und stationäre Überschallströmungszustände – bis hin zu Machzahlen von etwa 2 bis 7 – in einem weiten Reynoldszahlbereich wirtschaftlich zu realisieren. Diese erzielbaren Reynoldszahlen entsprechen Überschall- und Hyperschallflugbewegungen in etwa 10 bis 50 km Höhe. Fachsprachlich ist dieses Grundprinzip heute weltumspannend als Ludwieg-Tube definiert. Eine etwas ausführlichere Beschreibung gibt der Wikipedia-Eintrag Ludwieg-Rohr. Insbesondere Hans G. Hornung, der Ludwiegs Nachfolger als Institutsdirektor beim DLR in Göttingen war, übertrug dieses Antriebskonzept ab 1987, mit seinem Wechsel als Direktor des GALCIT, Pasadena, CA, in die USA, wo er dieses Antriebsprinzip auf weitere hocheffiziente Versuchsanlagen übertrug und erweiterte.
Unter Hubert Ludwieg, zu diesem Zeitpunkt noch Leiter der Abteilung Gasdynamik, nahm 1968 in Göttingen, in der damaligen Aerodynamischen Versuchsanstalt (AVA), der erste Rohrwindkanal der Welt, der sogenannte RWG, seinen Betrieb auf. Somit wurde diese Versuchseinrichtung zur weltweit ersten intermittierend arbeitenden aerodynamischen Großforschungsanlage, die nach dem Ludwieg’schen Rohrwindkanalprinzip arbeitete. In Europa ist der RWG sowohl die größte als auch die leistungsstärkste Großforschungsanlage dieser Bauart. Sie besitzt eine über 0,5 Meter lange Messstrecke und ist in der Lage, Messzeiten von bis zu 400 ms zu realisieren.

### Transsonische und kryogenisierte Windkanäle
Zu Beginn der 1950er Jahre hatte seine Idee zum „Rohrwindkanal“ seinen Namen – auch bezüglich des Themas Windkanäle – in der ganzen Welt bekanntgemacht. Viele seiner Veröffentlichungen aus dieser Zeit beschäftigen sich mit neuen Bauarten von Windkanälen unter den Gesichtspunkten hoher Mach- und Reynoldszahlen, wie zum Beispiel dem Hochgeschwindigkeitskanal (HKG), dem transsonischen Windkanal für Ebene Gitter (EGG), einem großen europäischen transsonischen Kryo-Kanal (ETW) und schließlich dem transsonischen Windkanal in Göttingen (TWG).
Nach seiner Ernennung zum Direktor am Institut für Strömungsmechanik der DFVLR im Jahr 1972 hat er diese Arbeiten intensiviert und einen Vorschlag zum Bau eines Kryo-Rohrwindkanals (KRG) – zusammen mit seinen Mitarbeitenden – gemacht. Auch dieser Kanal wurde inzwischen in Göttingen realisiert und ist bis heute ein wichtiger Bestandteil der experimentellen Ausstattung des Instituts für Aerodynamik und Strömungstechnik des DLR. Sowohl der Kryo-Rohrwindkanal (KRG) in Göttingen als auch der Europäische Transsonische Windkanal (ETW) in Köln, der ebenfalls kryogenisiert betrieben werden kann (bis −163 °C), haben als einzige Windkanäle in Europa die Möglichkeit, die transsonischen Strömungsbedingungen moderner Transportflugzeuge bei flugrealistischen Reynoldszahlen zu simulieren.

### Widerstand von Kraftfahrzeugen
Nach seiner Emeritierung im Jahr 1980 hat Ludwieg sich eines neuen Themenschwerpunktes angenommen – der Aerodynamik des Kraftfahrzeuges. Mit seinen weitreichenden Kenntnissen über den induzierten Widerstand hat er diesen als dominierende Ursache für das Entstehen von Fahrzeugheckwirbeln beschrieben und vorgeschlagen, sie durch ein laterales Einziehen der Seitenwände am Fahrzeugheck abzuschwächen. Die Firma Daimler-Benz, für die er in Göttingen experimentelle Untersuchungen an fahrzeugähnlichen Modellen bei verschiedenenReynoldszahlen durchführte, setzte diese Ergebnisse erstmals in der Baureihe W 124 (E-Klasse) praktisch um. Bis heute wird dieses Element des Karosseriedesigns, d. h., die von Ludwieg vorgeschlagene laterale Einziehung des Heckbereichs, an allen Kraftfahrzeugen neueren Designs verwendet.

## Publikationen (Auswahl)
- Ein Gerät zur Messung der Wandschubspannungen turbulenter Reibungsschichten. In: Ingenieur-Archiv Nr. 17, S. 207–218, 1949
- mit Tillmann W., Untersuchungen über die Wandschubspannung in turbulenten Reibungsschichten. In: Ingenieur-Archiv Nr. 17, S. 288–299, 1949
- Druckverstärker zur Messung und Registrierung kleiner Drücke. In: tm – Technisches Messen, 1951, doi:10.1524/teme.1951.180191.jg.145
- Die ausgebildete Kanalströmung in einem rotierenden System. In: Zeitschrift für Angewandte Mathematik und Mechanik, 1951, doi:10.1002/zamm.19510310853
- Ein neues Verfahren zur Bestimmung des Verhältnisses der Austauschkoeffizienten für Wärme und Impuls bei turbulenten Grenzschichten. In: Zeitschrift für Angewandte Mathematik und Mechanik, 1956, doi:10.1002/zamm.19560361307
- Bestimmung des Verhältnisses des Austauschkoeffizienten für Wärme und Impuls bei turbulenten Grenzschichten. In: Zeitschrift für Flugwissenschaften Nr. 4(1/2), S. 73–81, 1956
- Zur Erklärung der Instabilität der über angestellten Deltaflügeln auftretenden freien Wirbelkerne (Übersicht). In: Jahrbuch der Wissenschaftlichen Gesellschaft für Luftfahrt e.V., 1961,  doi:10.1515/9783112527160-016
- Experimentelle Nachprüfung der Stabilitätstheorien für reibungsfreie Strömungen mit schraubenlinienförmigen Stromlinien. In: H. Görtler (Hrsg.): Applied Mechanics. Springer, Berlin,/Heidelberg 1966, ISBN  978-3-662-27863-5, S. 1045–1051, doi:10.1007/978-3-662-29364-5_138
- Forschungsarbeiten der Abteilung Gasdynamik seit 1945. In: Die Aerodynamische Versuchsanstalt Göttingen 1945-1969. S. 53–89, 1969, AVA, Göttingen 1969.